# Germanus Theiß (Politiker)
Germanus Theiß (* 3. April 1898 in Döbern; † 25. Juni 1960) war ein deutscher Politiker (CDU) und Abgeordneter des Brandenburgischen Landtags. Er flüchtete 1950 in den Westen. Es besteht Namensgleichheit mit seinem Vater, dem Glasmacher Germanus Theiß.

## Ausbildung und Beruf
Germanus Theiß besuchte bis 1912 die Katholische Volksschule seines Heimatortes. Die Lehre zum Glasmacher musste er aus gesundheitlichen Gründen abbrechen. Er arbeitete in der Folge als Bürohilfe für eine Zementfabrik, Briefträger, Buchhalter der Braunkohlengrube „Providentia“, Expedient einer Glashütte und schließlich als Glasfabrikant, zuerst in Döbern, dann in Erkner bei Berlin.

## Politik
Germanus Theiß war während der Weimarer Republik Mitglied des Zentrums und für das Zentrum Gemeindevertreter in Döbern und von 1928 bis 1933 Mitglied des Kreistages Niederbarnim.
Nach dem Zweiten Weltkrieg gehörte er 1945 zu den Gründern der CDU. Von April 1946 bis Mai 1947 war er stellvertretender Landesvorsitzender der CDU Brandenburg. Von Mai 1947 bis zu seiner Flucht im Juni 1950 gehörte er dem Landesvorstand als Beisitzer an.
Ab Oktober 1946 war er Gemeindevertreter in Erkner und gleichzeitig bis Juni 1950 erneut Kreistagsabgeordneter des Landkreises Niederbarnim und Mitglied des Brandenburgischen Landtags. Ab April 1949 war er Vizepräsident des Landtags, nachdem sein Vorgänger Gerhard Schütze in den Westen fliehen musste. Im April 1950 wurde er als Nachfolger von Willy Heller Vorsitzender der CDU-Fraktion, als dieser sein Mandat niederlegen musste und ebenfalls in den Westen floh.
Im Rahmen der Gleichschaltung der CDU wurde auch Theiß im Juni 1950 aus der CDU ausgeschlossen und musste ebenfalls in den Westen fliehen. In West-Berlin schloss er sich der Exil-CDU an.